# Конижи
Конижи (фр. Connigis) насеље је и општина у североисточној Француској у региону Пикардија, у департману Ен (Пикардија) која припада префектури Шато Тјери.
По подацима из 2011. године у општини је живело 320 становника, а густина насељености је износила 58,61 становника/km². Општина се простире на површини од 5,46 km². Налази се на средњој надморској висини од 72 метара (максималној 233 m, а минималној 67 m).

## Демографија
| 1962. | 1968. | 1975. | 1982. | 1990. | 1999. | 2011. |
| ----- | ----- | ----- | ----- | ----- | ----- | ----- |
| 209   | 228   | 190   | 216   | 256   | 266   | 320   |

График промене броја становника у току последњих година